# Токарев, Владимир Николаевич
Влади́мир Никола́евич То́карев (23 июня 1867 — 14 июня 1915) — русский генерал, герой Первой мировой войны.

## Биография
Родился 23 июня 1867 года, происходил из дворян Виленской губернии.
Образование получил в Полоцком кадетском корпусе, по окончании которого 1 сентября 1885 года был принят в 1-е военное Павловское училище. Выпущен 7 августа 1887 года подпоручиком в 106-й пехотный Уфимский полк. 11 августа 1890 года произведён в поручики и 15 марта 1898 года — в штабс-капитаны.
В 1898 году успешно сдал вступительные экзамены в Николаевскую академию Генерального штаба, которую окончил в 1900 году по 1-му разряду, причём 15 марта 1898 года за успехи в науках был произведён в капитаны.
По окончании академии был назначен состоять при штабе Варшавского военного округа. С 26 сентября 1900 года по 13 ноября 1901 года отбывал цензовое командование ротой в 106-м пехотном Уфимском полку. С 31 мая 1902 года занимал должность старшего адъютанта штаба 7-й пехотной дивизии. 6 апреля 1903 года произведён в подполковники и назначен помощником делопроизводителя по генерал-квартирмейстерской части Главного штаба, а с 1 мая был помощником столоначальника Главного штаба. С 4 марта по 17 мая 1904 года состоял штаб-офицером для поручений при штабе Одесского военного округа, после чего был назначен старшим адъютантом штаба этого округа.
7 апреля 1905 года назначен начальником штаба 4-й пехотной дивизии; с 10 июня по 11 октября 1905 года для прохождения служебного ценза командовал батальоном 273-го пехотного Дунайского полка; 22 апреля 1907 года произведён в полковники.
24 мая 1913 года Токарев был назначен командиром 9-го гренадерского Сибирского полка. С самого начала Первой мировой войны принимал участие в сражениях с немцами. С 5 июня служил начальником штаба 7-го Сибирского армейского корпуса, временно продолжая командовать полком.
Высочайшим приказом от 1 июня 1915 года Токарев был награждён орденом св. Георгия 4-й степени
За то, что в бою 11 окт. 1914 г., при взятии сильно укреплённой неприятельской позиции у д. Гура-Пулавска, примером личной храбрости, мужества и распорядительности способствовал окончательному успеху боя.
5 июня 1915 года Токарев был произведён в генерал-майоры и назначен начальником штаба 7-го Сибирского армейского корпуса. Однако из-за трудного положения на фронте полка не оставил и был тяжело ранен в бою 13 июня под Глинянами, на следующий день от полученных ран он скончался. Тело Токарева был перевезено в Москву и захоронено на Московском братском кладбище.
Высочайшим приказом от 18 декабря 1915 года бывший командир 9-го гренадерского Сибирского полка генерал-майор Токарев посмертно был награждён орденом св. Георгия 3-й степени
За то, что в бою 13-го июня 1915 года к северу от посада Глиняны, временно командуя, до отбытия к новой должности, названным полком и лично управляя ео действиями, под сильным и действительным артиллерийским и ружейным огнём, блестяще отразил все настойчивые атаки значительно превосходившего в силах противника, и нанеся ему громадные потери, разбил атаковавшие части противника, отбросил далеко назад и вынудил его временно отказаться от новых попыток к активным действиям. Такими решительными, вполне согласованными с обставновкой и своевременными действиями, генерал-майор Токарев, выдержав бой с превосходным в силах противником, остановил движение его в направлении: Глиняны, Тарлов и Юзефов, чем предотвратил весьма трудное положение, угрожавшее соседним частям. При этом содеянный им подвиг запечатлел своей смертью на поле сражения.

## Награды
- Орден Святого Станислава 3-й ст. (1904);
- Орден Святой Анны 3-й ст. (1907);
- Орден Святого Станислава 2-й ст. (1910);
- Орден Святого Владимира 4-й ст. с мечами и бантом (1914);
- Орден Святой Анны 2-й ст. с мечами (1914);
- Орден Святого Георгия 4-й ст. (ВП 01.06.1915);
- Орден Святого Георгия 3-й ст. (ВП 18.12.1915).